# Numerio Fabio Ambusto
Numerio Fabio Ambusto  fue un político, militar y diplomático romano de los siglos V y IV a. C. perteneciente a la gens Fabia. Tito Livio le da el praenomen Cneo.

## Familia
Numerio Ambusto fue miembro de los patricios Fabios Ambustos, una de las más antiguas familias de la gens Fabia. Fue hijo de Marco Fabio Vibulano, hermano de Cesón Fabio Ambusto y Quinto Fabio Ambusto y padre de Marco Fabio Ambusto y Cayo Fabio Ambusto.

## Carrera política
Obtuvo el tribunado consular en el año 406 a. C., cuando el Senado trató de declarar la guerra a los veyentes, pero se encontró con la oposición de los tribunos de la plebe. Mientras se discutía en Roma, dos de sus colegas, Lucio Valerio Potito y Publio Cornelio Rútilo Coso, encaminaron el ejército a territorio volsco para saquearlo mientras Ambusto se ocupaba del sitio de Anxur, el principal objetivo de la campaña, que logró tomar y entregó al saqueo.
En el año 391 a. C., por orden del Senado acompañó con sus hermanos a los embajadores de Clusium ante los galos que habían invadido el territorio etrusco. Las negociaciones se torcieron y derivaron en una reyerta en la que su hermano Quinto Ambusto mató al jefe de los galos. Cuando estos fueron a Roma a protestar por semejante acción, impropia de un embajador, el pueblo de la ciudad eligió a los hermanos Ambustos entre los tribunos consulares del año 390 a. C. Los galos se sintieron ultrajados y declararon la guerra a Roma.